# Aldan (fiume)
L'Aldan (in russo Алдан?) è un fiume della Siberia orientale, tra i maggiori affluenti del fiume Lena nel quale confluisce dalla destra idrografica; scorre interamente nel territorio della Repubblica Autonoma della Sacha.

## Percorso
Nasce dal versante settentrionale dei monti Stanovoj e scorre dapprima verso nord per circa 300 km, piega verso est poco prima della cittadina di Tommot delimitando le falde settentrionali dell'altopiano omonimo, e, dopo Čagda, si dirige verso nordest. Pochi chilometri a valle della città di Chandyga riceve l'apporto dell'Amga, il suo affluente maggiore, e orienta il suo corso verso ovest-nord-ovest. Confluisce da destra nella Lena, dopo 2.273 km di percorso totale, presso la cittadina di Batamaj.

## Affluenti
Oltre alla già citata Amga, altri affluenti di rilievo sono elencati di seguito.
Da sinistra:
- Amediči
- Bilir
- Čuga
- Jungjuele
- Kuoluma
- Mil'
- Notora
- Tatta

Da destra:
- Allach-Jun'
- Barajy
- Bol'šoj Nimnyr
- Chamna
- Chanda
- Chandyga
- Džjunekjan
- Kele
- Maja

- Timpton
- Tompo
- Tukulan
- Tumara
- Tyry
- Učur
- Ungra
- Vostočnaja Chandyga

## Regime
Il fiume ha un regime molto simile a quello degli altri fiumi siberiani: gelato, all'incirca, da ottobre a maggio, ha in questo periodo i periodi di magra più accentuati; il periodo tardo primaverile ed estivo vede enormi inondazioni, durante le quali la sua portata può salire fino a 48.000 m³/s e il suo livello di oltre 10 metri rispetto al normale. Mediamente, circa un terzo della portata complessiva della Lena è dovuta all'apporto dell'Aldan.

## Insediamenti urbani
Pochi e di scarso rilievo sono gli insediamenti incontrati lungo il suo viaggio, data la bassissima densità di popolazione delle contrade attraversate: fra i maggiori, sono Tommot, Čagda, Ėl'dikan, Ust'-Maja, Chandyga, Batamaj; la cittadina che dal fiume prende il nome non sorge in realtà sulle sue rive, ma a qualche decina di chilometri dal suo alto corso, nelle alture omonime.